# Christian Limousin
Christian Gonzalo Limousin (Buenos Aires, 29 de noviembre de 1991) es un futbolista argentino. Juega como guardameta y su equipo actual es el Club Almagro de la Primera Nacional de Argentina.

## Trayectoria
Surgió de las divisiones inferiores de Ferro Carril Oeste, a las que se incorporó en Quinta División procedente de Boca Juniors donde realizó las divisiones menores, llegando a los 9 años y siendo habitual suplente de Ramiro Martínez.
Debutó profesionalmente el 18 de junio de 2011, en un partido en el que Ferro perdió como visitante 1-0 frente a Unión de Santa Fe por el torneo de Nacional B. Aquella temporada estuvo de tercer arquero, por detrás de Martin Bernacchia y Nereo Champagne. A partir de la siguiente temporada se afianzó como el arquero suplente de Ferro, renovando su contrato por 2 temporadas más. Su etapa de mayor continuidad lo dio en 2015 donde fue ubicado como arquero titular por el director técnico Marcelo Broggi. A pesar de tener contrato vigente, el 22 de junio del 2016 rescinde su contrato por mutuo acuerdo. En total, en Ferro disputó 63 partidos en los que recibió 59 goles.
A mediados del 2016 ficha por el recién ascendido a la Primera B, Almagro, por una temporada. Luego de una buena campaña, con bastante continuidad, renovó su contrato por una temporada más. Lastimosamente, perdió la final del torneo de ascenso 2018/18 frente a Aldosivi.
A mediados del 2018 firma por Gimnasia y Esgrima de Jujuy, también en Segunda División, sin embargo no tuvo la continuidad deseada, atajando 4 partidos. 
El 15 de enero del 2019 fue contratado por Técnico Universitario de Ecuador por una temporada. Jugó 5 partidos y tuvo discrepancias en lo económico con la dirigencia. Debido a que querían rescindirle el contrato sin remuneración, Limousin fue impedido de entrenar con el plantel principal pese a tener contrato.
Luego de rescindir su contrato, volvió a jugar en Almagro. En los 16avos de final de la Copa Argentina contra Boca Juniors, en la tanda de penales Limousin logra atajar 2 penales. dándole el pase a Almagro y malogrando el debut de Daniele de Rossi. En agosto del 2020 anuncia su desvinculación con Almagro al no renovar su contrato.
El 9 de enero de 2021 fue anunciado como nuevo refuerzo del club peruano Academia Cantolao. Debido a su trayectoria y al estar en un plantel lleno de jóvenes, Limousin se le fue asignado inmediatamente la cinta de capitán. A final de temporada, logró salvarse del descenso, cumpliendo con el objetivo del club. En la temporada 2023 descendió de categoría, al quedar último en la tabla acumulada del torneo con la Academia Cantolao.

## Clubes
| Club                   | País      | Año         |
| ---------------------- | --------- | ----------- |
| Ferro                  | Argentina | 2010-2016   |
| Almagro                | Argentina | 2016-2018   |
| Gimnasia y Esgrima (J) | Argentina | 2018        |
| Técnico Universitario  | Ecuador   | 2019        |
| Almagro                | Argentina | 2019-2020   |
| Academia Cantolao      | Perú      | 2021-2023   |
| Almagro                | Argentina | 2024 - Act. |

## Estadísticas
Actualizado al último partido disputado el 28 de octubre de 2024.
| Ferro Carril Oeste Argentina | 2.ª           | 2011-12       | 1   | 0    | 1  | — | —  | — | — | — | — | 1   | 0    | 1  |
| Ferro Carril Oeste Argentina | 2.ª           | 2012-13       | 0   | 0    | 0  | — | —  | — | — | — | — | 0   | 0    | 0  |
| Ferro Carril Oeste Argentina | 2.ª           | 2013-14       | 2   | 0    | 2  | — | —  | — | — | — | — | 2   | 0    | 2  |
| Ferro Carril Oeste Argentina | 2.ª           | 2014          | 0   | 0    | 0  | — | —  | — | — | — | — | 0   | 0    | 0  |
| Ferro Carril Oeste Argentina | 2.ª           | 2015          | 2   | 0    | 2  | 1 | 0  | 1 | — | — | — | 3   | 0    | 3  |
| Ferro Carril Oeste Argentina | 2.ª           | 2016          | 9   | -12  | 1  | 0 | 0  | 0 | — | — | — | 9   | -12  | 1  |
| Ferro Carril Oeste Argentina | Total club    | Total club    | 14  | -12  | 6  | 1 | 0  | 1 | 0 | 0 | 0 | 15  | -12  | 7  |
| Almagro Argentina | 2.ª           | 2016-17       | 10  | -11  | 4  | 0 | 0  | 0 | — | — | — | 10  | -11  | 4  |
| Almagro Argentina | 2.ª           | 2017-18       | 26  | -21  | 10 | 0 | 0  | 0 | — | — | — | 26  | -21  | 10 |
| Almagro Argentina | 2.ª           | 2018-19       | 0   | 0    | 0  | 3 | -3 | 1 | — | — | — | 3   | -3   | 1  |
| Almagro Argentina | 2.ª           | 2019-20       | 15  | -15  | 5  | 0 | 0  | 0 | — | — | — | 15  | -15  | 5  |
| Almagro Argentina | Total club    | Total club    | 51  | -47  | 19 | 3 | -3 | 1 | 0 | 0 | 0 | 54  | -50  | 20 |
| Gimnasia y Esgrima (J) Argentina | 2.ª           | 2018          | 4   | -4   | 1  | 0 | 0  | 0 | — | — | — | 4   | -4   | 1  |
| Gimnasia y Esgrima (J) Argentina | Total club    | Total club    | 4   | -4   | 1  | 0 | 0  | 0 | 0 | 0 | 0 | 4   | -4   | 1  |
| Técnico Universitario · Ecuador | 1.ª           | 2019          | 5   | -9   | 0  | 1 | 0  | 1 | — | — | — | 6   | -9   | 1  |
| Técnico Universitario · Ecuador | Total club    | Total club    | 5   | -9   | 0  | 1 | 0  | 1 | 0 | 0 | 0 | 6   | -9   | 1  |
| Academia Cantolao · Perú | 1.ª           | 2021          | 23  | -33  | 6  | 1 | -1 | 0 | — | — | — | 24  | -34  | 6  |
| Academia Cantolao · Perú | 1.ª           | 2022          | 34  | -49  | 6  | — | —  | — | — | — | — | 34  | -49  | 6  |
| Academia Cantolao · Perú | 1.ª           | 2023          | 34  | -56  | 7  | — | —  | — | — | — | — | 34  | -56  | 7  |
| Academia Cantolao · Perú | Total         | Total         | 91  | -138 | 19 | 1 | -1 | 0 | 0 | 0 | 0 | 92  | -139 | 19 |
| Gualaceo SC · Ecuador | 2.ª           | 2024          | 12  | -12  | 4  | 0 | 0  | 0 | — | — | — | 12  | -12  | 4  |
| Gualaceo SC · Ecuador | Total         | Total         | 12  | -12  | 4  | 0 | 0  | 0 | 0 | 0 | 0 | 12  | -12  | 4  |
| Almagro Argentina | 2.ª           | 2024          | 19  | -22  | 5  | 0 | 0  | 0 | — | — | — | 24  | -22  | 6  |
| Almagro Argentina | Total         | Total         | 19  | -22  | 5  | 0 | 0  | 0 | 0 | 0 | 0 | 19  | -22  | 6  |
| Total carrera | Total carrera | Total carrera | 202 | -244 | 55 | 6 | -4 | 3 | 0 | 0 | 0 | 208 | -248 | 58 |
| (1)Incuye datos de la Copa Argentina, Supercopa Argentina y Copa Bicentenario. (2)Incluye datos de la Copa Sudamericana, Recopa Sudamericana, Copa Libertadores y Copa Suruga Bank. (3)Promedio de goles recibidos por partidos no incluye goles recibidos en partidos amistosos. |               |               |     |      |    |   |    |   |   |   |   |     |      |    |